# Hönshylte–Kvarnamåla Järnväg
Hönshylte–Kvarnamåla Järnväg (HKJ) var en 21 kilometer lång järnväg i Kronobergs län, vilken förband Norraryd station på Karlshamn–Vislanda Järnväg med Kvarnamåla station på Växjö–Tingsryds Järnväg. 

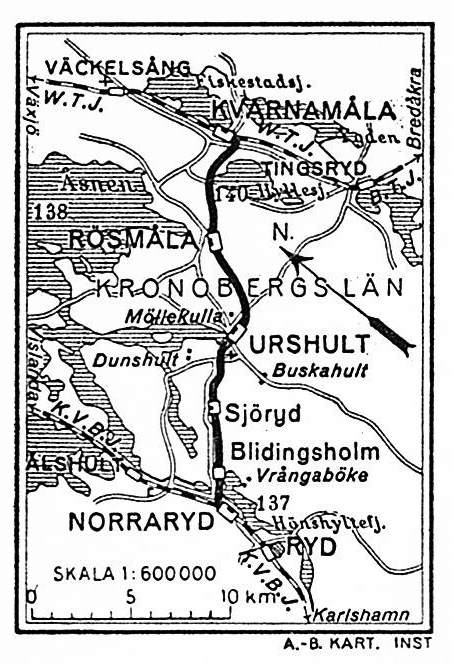
HKJ. Karta 1926.

Järnvägen var smalspårig med spårvidden 1067 mm. Koncessionen för HKJ utgick från Hönshylte gård, en punkt på Karlshamn–Vislanda Järnväg strax norr om Norraryds station, vilket är förklaringen till järnvägens namn. 
HKJ öppnades för trafik 1900. Järnvägsbolaget köptes 1913 upp av Växjö–Tingsryds Järnvägsaktiebolag. År 1932 såldes bolaget till Karlshamn–Vislanda–Bolmens Järnväg. Under båda dessa ägare drevs HKJ vidare som ett fristående järnvägsbolag. Järnvägen förstatligades 1943 och uppgick då i Statens Järnvägar. Persontrafiken lades ner 1965 och godstrafiken upphörde 1971. Arbetet med att riva upp rälsen var slutfört 1972. Stora delar av banvallen, inklusive tre fackverksbroar, används idag som cykel- och vandringsled.